# Tawangmangu (plaats)
Tawangmangu is een bestuurslaag in het regentschap Karanganyar van de provincie Midden-Java, Indonesië. Tawangmangu telt 8396 inwoners (volkstelling 2010).